# John Brewer Wright
John Brewer Wright (* 2. März 1853 in Washington, D.C.; † 31. März 1923 in Montclair, New Jersey) war ein US-amerikanischer Politiker. Zwischen 1898 und 1900 war er als Präsident des Board of Commissioners Bürgermeister der Bundeshauptstadt Washington, D.C.
Die Quellenlage über John Wright ist sehr schlecht. Selbst über die Schreibweise seines Nachnamens gibt es zwei Versionen: Neben Wright wird er manchmal auch als Wight bezeichnet. Gesichert ist nur, dass er zumindest zeitweise in Washington D.C. lebte. Im Jahr 1897 wurde er Mitglied des aus drei Personen bestehenden Gremiums Board of Commissioners, das die Bundeshauptstadt regierte. Innerhalb dieser Gruppe wurde er 1898 zum Vorsitzenden bestimmt. In dieser Eigenschaft übte er faktisch das Amt des Bürgermeisters aus, auch wenn dieser Titel zwischen 1871 und 1975 offiziell nicht benutzt wurde. Dieses Amt bekleidete er zwischen 1898 und 1900. Danach verliert sich seine Spur wieder.